# Husni Abdel Wahed
Husni Abdel Wahed (Aqabat Jaber, Cisjordania, 1 de enero de 1960) es un periodista, político y diplomático palestino. Fue desde marzo de 2022 representante de la Autoridad Nacional Palestina en España, y desde el 28 de mayo de 2024 es el primer embajador del Estado de Palestina en España.

## Biografía

### Primeros años y familia
Su familia provenía de la aldea Tyreh cercana a la ciudad de Lod, actualmente en la región central de Israel. En la guerra árabe-israelí de 1948 dicha aldea fue tomada y demolida por las Fuerzas Armadas de Israel, siendo sus habitantes árabes expulsados. La familia de Wahed se trasladó al campo de refugiados Aqabat Jaber, cercano a Jericó en Cisjordania, donde nació en 1960.
En 1967, Wahed y su familia (compuesta por sus padres, abuelos y nueve hermanos) fueron expulsados a otro campo de refugiados en Jordania donde finalizó sus estudios secundarios. Luego se trasladó a Bulgaria donde recibió un diploma en Ciencias Sociales en la Academia de Ciencias Sociales Gornabania y a Cuba donde obtuvo una licenciatura y una maestría de periodismo en la Universidad de La Habana. Estudió en Cuba gracias a una beca de la Organización para la Liberación de Palestina (OLP).
Wahed está casado con Amneh Abdel Wahed y tiene cuatro hijos (dos hombres y dos mujeres).

### Carrera

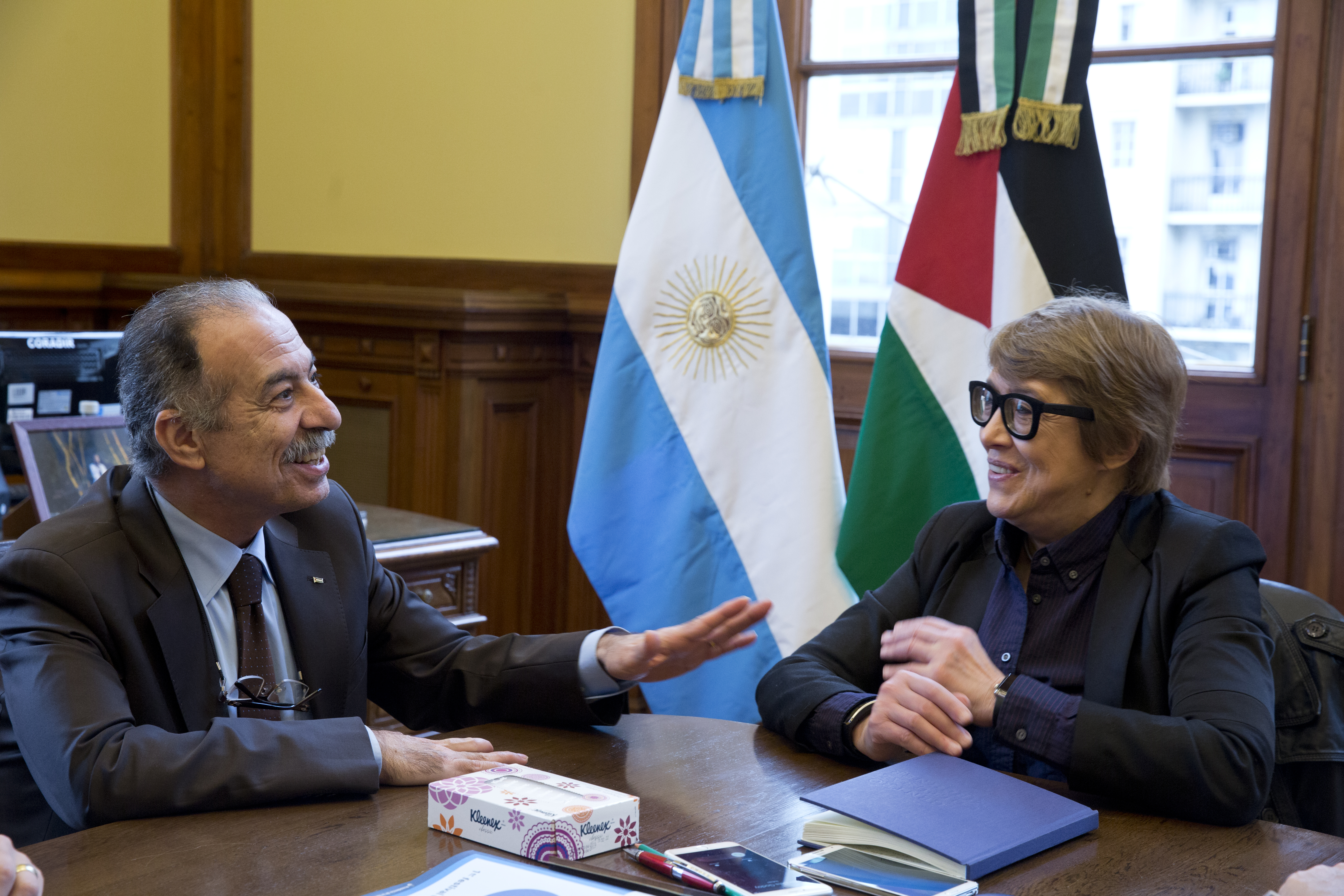
Wahed reunido con la ex ministra de Cultura de la Argentina, Teresa Parodi, en agosto de 2015.

Se ha desempeñado como periodista en la revista Balsam. También residió unos años en Santiago de Chile donde fue coordinador de cultura árabe y luego rector del Colegio Árabe de dicha ciudad. Luego fue asesor del departamento de Educación de la OLP.
Su carrera política comenzó en el departamento de Europa de la Dirección General de los Palestinos en la Diáspora del Ministerio de Planificación y Cooperación Internacional de Palestina. Luego fue titular del departamento de América Latina de dicho ministerio.
Más tarde fue asistente del viceministro de Asuntos Exteriores, director general del Mundo Árabe del Ministerio de Asuntos Exteriores, ministro consejero en las Embajadas del Estado de Palestina en Venezuela y México, director general de Administración y Finanzas del Ministerio de Asuntos Exteriores y asistente de dicho ministerio para las Américas.
En marzo de 2015 fue nombrado embajador del Estado de Palestina en Buenos Aires, Argentina,  Estados siendo acreditado oficialmente el 5 de marzo.
En septiembre de 2015, visitó las localidades de Villa María y La Palestina en la provincia de Córdoba. En la primera ciudad, la municipalidad local lo declaró «Huésped de Honor».
Desde marzo de 2022, desempeñó la función de Jefe de la Misión Diplomática de Palestina en Madrid hasta convertirse en Embajador de Palestina el 28 de mayo de 2024 tras el reconocimiento oficial del Estado de Palestina por el gobierno español.